# 香取神社 (三郷市三郷)
香取神社（かとりじんじゃ）は、埼玉県三郷市の神社。

## 歴史
創建年代は不明である。ただ当地は1624年（寛永元年）に「大広戸村」として開村されていることから、その頃に創建されたものと推測される。同市駒形の延寿院が別当寺であった。
1872年（明治5年）、近代社格制度に基づく「村社」に列せられ、1912年（明治45年・大正元年）の神社合祀により、周辺の2社が合祀された。その内、仁蔵天神社は昭和30年代に復祀している。

## 交通アクセス
- 武蔵野線 三郷駅より徒歩6分。